# روزالي أوليفكرونا
روزالي أولريكا أوليفكرونا (بالسويدية: Rosalie Olivecrona)‏ (الاسم عند الولادة روس، 9 ديسمبر 1823 - 4 يونيو 1898)، ناشطة نسوية وكاتبة سويدية. كانت واحدة من الرواد الثلاثة العظماء لحركة حقوق المرأة المُنظّمة في السويد، مع فريدريكا بريمر وصوفي أدلشباغ.

## السيرة الذاتية
ولدت روزالي أولريكا روس في عائلة ثرية، نشأت في ستوكهولم وكانت من أوائل الطلاب في فلينسكولان والينسكا في ستوكهولم، واحدة من أقدم مدارس البنات في السويد التي يرجع تاريخها إلى عام 1831. انتقلت أسرتها عام 1839 إلى شوجريس عند سفح الهضبة الجبلية، موسبرغ في فاستيروتلاند.
كانت إحدى صديقاتها، هولدا هار، معلمة في مدرسة للبنات في لايم ستون، وهي بلدة بالقرب من تشارلستون، كارولينا الجنوبية، الولايات المتحدة، وقد عرضت عليها وظيفة في المدرسة. سافرت إلى الولايات المتحدة عام 1851، وبقيت هناك لأربع سنوات. كانت روس أول معلمة للغة الفرنسية في المدرسة في لايم ستون. ثم أصبحت مربية في مزرعة لاثنتين من طلابها، إليزا وآني بيرونو. كتبت لاحقًا وصفًا لإقامتها ولثقافة الجنوب الأمريكي. لم تلاحظ أي سوء معاملة للعبيد بنفسها، لكنها اعتبرت العبودية غير طبيعية و«بغيضة عاطفيًا»، واقتنعت بأن إلغاءها كان لا مفر منه، على الرغم من أنه سيواجه مقاومة كبيرة. عادت إلى السويد في عام 1855.
أسست عام 1859 جريدة «مجلة المنزل» بالاشتراك مع صديقتها صوفي أدلشباغ وبدعم مالي من فريدريكا ليمنيل، كانت الجريدة عبارة عن نشرة نسوية، دافعت عن حقوق المرأة، وخاصةً الحق في التعليم العالي والمهنة. كتبن العديد من المقالات بأنفسهن. نُشرت في ستوكهولم من 1859 إلى 1885.
سافرت روس وأدلشباغ عام 1861 برحلة عبر ألمانيا وفرنسا وإنجلترا وإسكتلندا وإيرلندا لمقارنة الفرق داخل الحركات النسوية، وأفادوا بأن الحركة لم تكن معروفة في ألمانيا وفرنسا مقارنةً ببريطانيا العظمى.
شاركت علم 1864 في تأسيس الصليب الأحمر السويدي مع أدلشباغ واللواء روديبك والدكتور ليمشيان.

## الحياة الشخصية
تزوجت عام 1857 أرملًا سويديًا المحامي والسياسي والأستاذ كنوت أوليفكرونا (1817- 1905). كان أوليفكرونا أستاذ القانون بجامعة أوبسالا (1852-1867) وعميد جامعة أوبسالا (1861-1862). وقاضي المحكمة العليا (1868-1889) وأصبح عضواً في محكمة العدل الدولية في لاهاي من عام 1902.
انتقلت روس إلى أوبسالا وأصبحت زوجة الأب لابن زوجها وبناته الثلاث، وأنجبا أيضًا ابنة وابنًا.

## الأعمال
- فيلم رحلة إلى الأمريكتين، 1851- 1855
- ماري كاربنتر 1887
- قصيدة الأوراق المبعثرة، 1889